# Centro Nacional de Furacões
O Centro Nacional de Furacões dos Estados Unidos, ou National Hurricane Center (NHC), é a divisão do Centro de Previsão Tropical, do Serviço Nacional de Meteorologia dos Estados Unidos, responsável pelo monitoramento e previsão de comportamentos susceptíveis de depressões tropicais, tempestades tropicais e furacões. Está localizado na Universidade Internacional da Florida em Miami.
Quando condições de tempestades tropicais ou furacões são esperrados dentro de 36 horas, o centro emite os avisos apropriados através da mídia e da Rádio Meteorológica NOAA. Embora seja uma agência americana, a Organização Meteorológica Mundial designou o NHC como Centro Meteorológico Regional Especializado para o Atlântico Norte e o Pacífico Leste. Como tal, o NHC é a central para todas as previsões de ciclones tropicais e observações que ocorram nessas áreas, independentemente dos efeitos sobre os Estados Unidos.